# Amédée Gastoué
Amédée Henri Gustave Noël Gastoué, född 13 mars 1873, död 1 juni 1943, var en fransk musikhistoriker.
Gastoué var lärare i gregoriansk sång vid den av Vincent d'Indy med flera grundade Schola contorum i Paris. Bland hans verk märks förutom en mängd uppsatser och artiklar i Encyclopédie de la musique, den viktiga Catalogue des manuscrits de musique byzantine... des biblithèques de France (1907), L'art grégorien (1911), La musique d'église (1911), Les primitifs de la musique française (1922), La vie musicale de l'église (1929) med flera. Därutöver var Gastoué utgivare av en mängd äldre, främst liturgisk musik.